# Schlacht von Nieuwpoort
Westeuropa

Oosterweel – Dahlen – Heiligerlee – Jemgum – Jodoigne – Le Quesnoy – Brielle – Mons – Goes – 1. Mechelen – Naarden – Middelburg – Haarlem – Alkmaar – Geertruidenberg – Leiden – Delft – Valkenburg – Mooker Heide – Schoonhoven – Zierikzee – 1. Antwerpen – Gembloux – Rijmenam – 1. Deventer – Borgerhout – 1. Maastricht – 2. Mechelen – 1. Steenwijk – Kollum – 1. Breda – Noordhorn – Niezijl – Lochem – Lier – Eindhoven – Steenbergen – Ghent – Aalst – 2. Antwerpen – IJsseloord – Empel – Boksum – 1. Grave – 1. Venlo – Axel – Neuss – 1. Rheinberg – Zutphen – 1. Sluis – 1. Bergen-op-Zoom – 2. Geertruidenberg – 2. Breda – 2. Zutphen – 2. Deventer – Delfzijl – Knodsenburg – 1. Hulst – Nijmegen – Rouen – Caudebec – 2. Steenwijk – 1. Coevorden – 3. Geertruidenberg – 2. Coevorden – Groningen – Huy – 1. Groenlo – Lippe – Calais – 2. Hulst – Turnhout – 2. Rheinberg – 1. Moers – 2. Groenlo – Bredevoort – Enschede – Ootmarsum – 1. Oldenzaal – 1. Lingen – 1. Schenckenschans – Zaltbommel – Rees – San Andreas – Nieuwpoort – 3. Rheinberg – Ostende – 1. 's-Hertogenbosch – 2. Grave – Hoogstraten – 3. Sluis
Zwölfjähriger Friede

2. Lingen – 3. Groenlo – Aachen – Jülich – 2. Bergen op Zoom – Fleurus – 3. Breda – 2. Oldenzaal – 4. Groenlo – 2. 's-Hertogenbosch – Slaak – 2. Maastricht – Leuven – 2. Schenkenschans – 4. Breda – 2. Venlo – Kallo – 3. Hulst
Europäische Gewässer

Vlissingen – Borsele – Haarlemmermeer – Zuiderzee – Schelde – Lillo – Ponta Delgada – Bayona Islands – Golf von Almería – 1. Cadiz – Azoren – Straße von Dover – 2. Sluis – 1. Kap St. Vincent – 1. Gibraltar – 2. Gibraltar – 2. Cadiz – Lizard Point – Dünkirchen – Calais – Downs – 2. Kap St. Vincent – 2. St. Martin
Amerika

Bahia – Matanzas – St. Martin – San Juan – Abrolhos – Pernambuco – Südchile
Ostindien

Playa Honda – 1. San Salvador – 2. San Salvador – La Naval de Manila – Puerto de Cavite
Die Schlacht von Nieuwpoort war eine Schlacht des Achtzigjährigen Kriegs. Sie fand am 2. Juli 1600 zwischen einer Armee der Vereinigten Niederlande unter Moritz von Oranien und Francis Vere und einer spanischen Armee unter Erzherzog Albrecht VII. von Österreich nahe der Stadt Nieuwpoort im heutigen Belgien statt. Sie endete mit einem klaren Sieg der Niederländer.

## Vorgeschichte
Im Auftrag der Generalstaaten befahl Landesadvokat Johan van Oldenbarnevelt Moritz von Oranien gegen dessen Widerstand, mit der Armee die Küste entlang nach Süden zu marschieren und Dünkirchen einzunehmen. Mit der Operation sollten die in spanischen Diensten stehenden Kaperer aus Dünkirchen ausgeschaltet werden. Man war der Ansicht, dass die lang andauernde Meuterei großer Teile der spanischen Truppen es Erzherzog Albrecht unmöglich machen würde, eine Armee zum Entsatz von Nieuwpoort aufzustellen.
Am 21. Juni hatte Moritz von Oranien eine Armee bestehend aus zwölf Regimentern Infanterie und 25 Eskadrons Kavallerie zusammengezogen. Am 22. Juni überquerte er die Schelde mit kleinen Booten und bezog in Ostende seine Operationsbasis. Er ließ ein halbes Regiment und vier Eskadrons Kavallerie zur Verstärkung der Garnison zurück und rückte am 30. Juni in Richtung Nieuwpoort vor.
Als er am 1. Juli vor der Stadt ankam, schickte er zwei Drittel seiner Truppen über den Fluss Yser, um sie von Westen her zu blockieren. In der darauf folgenden Nacht, als er eine Belagerung vorbereiten ließ, erfuhr er, dass sich Erzherzog Albrecht mit einer Armee in der Nähe befand. Er war damit von seiner Basis abgeschnitten. Er musste sich entweder der Schlacht stellen oder einen möglicherweise desaströsen Rückzug über das Meer riskieren. Deshalb befahl er seinem Cousin, Ernst Casimir von Nassau-Dietz, die heranrückenden Spanier aufzuhalten. Er selbst wollte die Yser nochmals überqueren, um seine Truppen mit dem Rest der Armee zu vereinigen und sich Erzherzog Albrecht zu stellen.
Ernst Casimir von Nassau-Dietz wurde befohlen, die Brücke von Leffinghem zu besetzen. Er kommandierte die Regimenter Edmonds (schottisch) und Van der Noot (niederländisch) mit zusätzlich vier Eskadrons Kavallerie und zwei Kanonen. Als er an der Brücke ankam, musste er feststellen, dass sie der Feind schon in seinen Besitz gebracht hatte. Er brachte seine Truppen hinter einem Graben in Stellung und hoffte, den Vormarsch des Feindes durch Kämpfe zu behindern. Die Spanier hatten aber die Brücke schon mit starken Kräften überschritten und griffen sein Zentrum an. Die schottischen Truppen wurden fast komplett aufgerieben, den niederländischen erging es nicht viel besser. Die Kavallerie floh in Panik. Das Kommando von Ernst Casimir hatte aufgehört zu existieren.
Nach diesem leichten Sieg hielt Albrecht eine Lagebesprechung mit seinen Hauptleuten. Die meisten drängten darauf, die Armee an der Straße nach Ostende in Stellung zu bringen, was Moritz von Oranien gezwungen hätte, auf einer schmalen Front anzugreifen. Die schwerere niederländische Kavallerie hätte so nicht effektiv gegen die leichtere spanische Kavallerie eingesetzt werden können. Die meuternden Truppen, die sich Albrecht wegen versprochener Plünderungen angeschlossen hatten, waren versessen auf einen baldigen Kampf und stimmten die anderen um. Die Armee bewegte sich deshalb in Schlachtordnung an der Küste entlang vorwärts. Die steigende Flut zwang die Armee, sich vom Strand auf die höher gelegenen sandigen Dünen hochzuarbeiten. Moritz hatte dadurch Zeit, seine Armee zu sammeln und sich dem Feind zu stellen.

## Schlachtordnung

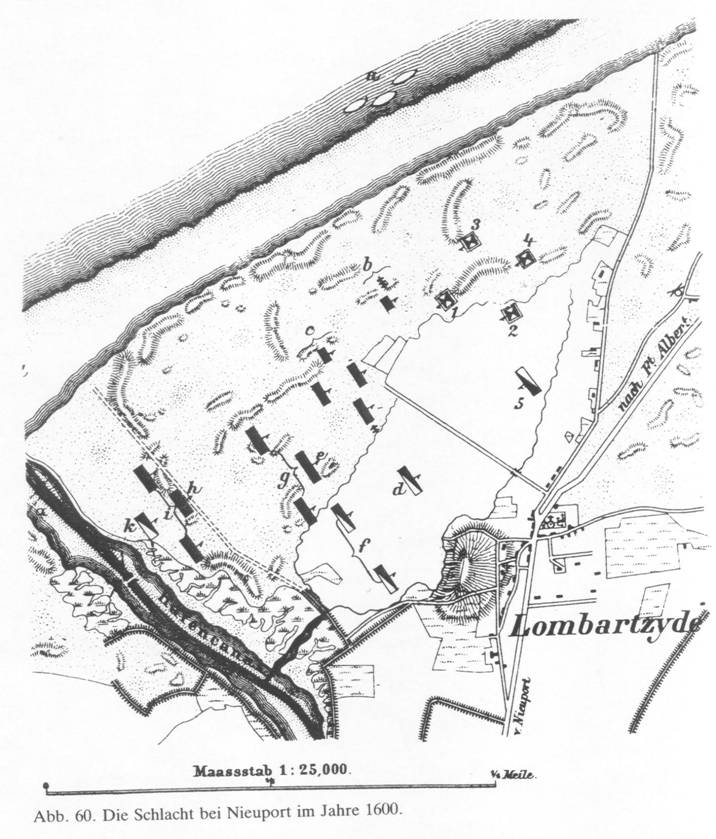
Schlacht bei Nieuwpoort 1600

### Niederländische Armee
Erste Linie
Regiment Horace Vere (englisch)
Regiment Francis Vere (englisch)
Regiment Hertinga (friesisch, es handelte sich um ein Regiment doppelter Größe mit 19 Kompanien, darunter zwei Kompanien der Fußtruppen von Moritz von Oranien)
6 Eskadrons Kürassiere
3 Eskadrons leichte Kavallerie
Zweite Linie
Regiment Domerville (französische Hugenotten)
Schweizer Bataillon (4 Kompanien)
Regiment Marquette (wallonisch, vorwiegend Deserteure aus der spanischen Armee)
6 Eskadrons Kürassiere
Dritte Linie
Regiment Ernst von Nassau (deutsch, kommandiert von Oberstleutnant Huysmann)
Hurchtenburch (niederländisch)
Ghistelles (niederländisch, sechs  Kompanien stark, da die anderen als Verstärkung der Garnison in Ostende geblieben waren)
3 Eskadrons Kürassiere

### Spanische Armee
Erste Linie
Erstes provisorisches Terzio (meuternde spanische Truppen)
Zweites provisorisches Terzio (meuternde wallonische Truppen)
7 Eskadrons leichte Kavallerie (meuternde Truppen)
Zweite Linie
Terzio Monroy (spanisch)
Terzio Villar (spanisch)
Terzio Sapena (spanisch)
Tercio Avila (italienisch)
1 Einheit leichte Lanzierer
5 Einheiten Kürassiere
Dritte Linie
Terzio La Barlotte (wallonisch)
Terzio Bucquoy (wallonisch)
Regiment Bostock (englisch, aufgestellt aus der desertierten Garnison von Deventer und durch katholische Flüchtlinge aus England verstärkt)
6 Eskadrons leichte Kavallerie

### Anfangsaufstellung
Nördliche Flanke:
Niederländer: 14 Kanonen, 650 englische Musketiere
Spanier: 9 Kanonen, 50 Kavalleristen, 400 Infanteristen
Südliche Flanke:
Niederländer: 1200 Reiter
Spanier: 1000 Reiter
Zentrum:
Niederländer: 9350 Infanteristen
Spanier: 7300 Infanteristen

## Die Schlacht

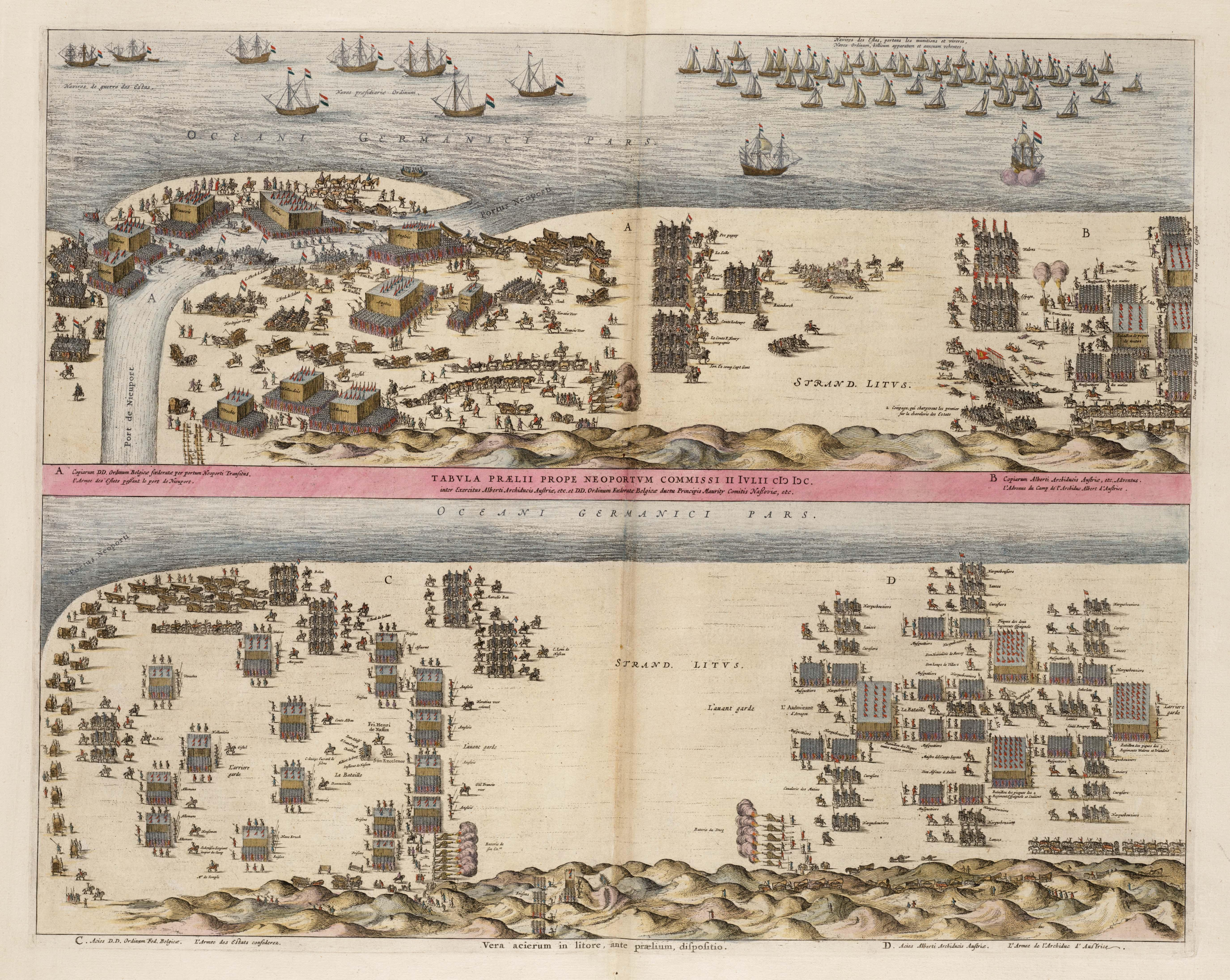
2 Phasen der Schlacht

Die erste Linie der niederländischen Infanterie befand sich auf mehreren Dünen in einer starken Defensivposition. Kanonen deckten die Flanken. Moritz von Oranien hatte seine besten Regimenter unter dem Kommando des erfahrenen Francis Vere dort postiert. Dieser entschied sich gegen das Aussenden einer Vorausabteilung und erwartete die Ankunft der spanischen Armee.
Die Spanier sandten 500 Arkebusiere vor, um das weitere Vorrücken abzusichern. Die beiden Regimenter an der Spitze, die aus undisziplinierten meuternden Truppen bestanden, begannen den Angriff mit einem schnellen Vorstoß die Dünen hinauf. Sie wurden zurückgeschlagen und verloren ihre Schlachtordnung, während die leichte Kavallerie vom Gegenangriff der niederländischen Kürassiere in die Flucht geschlagen wurde.
Zu diesem Zeitpunkt rückte die zweite spanische Linie gegen das friesische Regiment vor. Moritz von Oranien schickte seine gesamte zweite Linie, um diesen Abschnitt zu schützen und die Front zu stabilisieren. Dann ließ er seine gesamte Kavallerie bis auf eine kleine Reserve die Flanke des Gegners angreifen. Die Kürassiere schlugen die leichtere spanische Kavallerie in die Flucht und die aus Meuterern bestehenden Eskadrons flohen vom Schlachtfeld. Die Niederländer wurden jedoch von der dritten Linie der spanischen Infanterie aufgehalten, die von ein paar Kanonen unterstützt wurde. Die Kavallerie musste sich unter schweren Verlusten zurückziehen.
Währenddessen sahen sich die englischen Regimenter den erfahrenen Terzios von Monroy und Villar gegenüber. Die Engländer waren in der neuen Taktik der Enfilade ausgebildet und konnten deshalb kontinuierlich auf die Spanier feuern, die, gedeckt durch Arkebusiere, langsam die Dünen empor kamen. Eine Zeit lang war der Kampf ausgeglichen, schließlich gelang es den Spaniern aber, die Niederländer von der Spitze der Dünen zu vertreiben. Francis Vere erkannte die Gefahr, aber die entsandten Verstärkungen kamen zu spät und die Engländer mussten fliehen.
Die Spanier waren nach einem anstrengenden Tag kaum in der Lage, diesen Vorteil zu nutzen. Außerdem war die Kampfordnung durcheinandergeraten, Einheiten mit Musketen und Piken hatten sich vermischt. Moritz von Oranien schickte seine nur drei Eskadrons umfassende Kavalleriereserve gegen sie. Der Angriff zum richtigen Zeitpunkt war sehr erfolgreich. Verwirrung machte sich unter den Spaniern breit und sie zogen sich langsam zurück. Vere, dem es gelungen war, einige englische Kompanien hinter einer Batterie zu sammeln, griff in das Kampfgeschehen ein, wobei er von den Regimentern der dritten Linie unterstützt wurde, die jetzt angekommen waren. Die Spanier, jetzt stark unter Druck, flohen in Unordnung.
An der rechten Flanke der Niederländer hatte Erzherzog Albrecht seine dritte Linie in den Kampf geschickt. Moritz von Oranien sah seine Chance und schickte seine erschöpfte Kavallerie ein letztes Mal in den Kampf. Unter dem Kommando seines Cousins Ludwig Günther von Nassau wurde die spanische Kavallerie endgültig vom Schlachtfeld vertrieben. Die spanische Infanterie, die schon frontal angegriffen wurde, konnte den Angriff in ihre Flanke nicht mehr abwehren und wich zurück. Nach einer Weile brach die Front zusammen und eine Einheit nach der anderen rannte davon und ließ dabei die Waffen zurück. Die Überlebenden zerstreuten sich und nur der Untätigkeit der Garnison in Ostende hatten die Spanier zu verdanken, dass ihre Armee nicht vollständig vernichtet wurde.
Die Verluste der Spanier waren hoch. Sie verloren ungefähr 2500 Mann, darunter viele Offiziere und schwer zu ersetzende Veteranen. Die Artillerie ging ebenfalls verloren.
Die Niederländer hatten ebenfalls hohe Verluste. Mit den Verlusten in Leffinghem waren es etwa 2000 Mann, darunter ebenfalls viele Veteranen.

## Folgen
Trotz des Siegs von Moritz von Oranien über die Spanier hatte die Schlacht keine weiteren Auswirkungen. Die niederländischen Linien waren überdehnt und er musste sich bald ebenfalls zurückziehen. Die Flamen, auf deren Unterstützung er gehofft hatte, blieben auf der Seite der Spanier. Darüber hinaus lag der große Hafen Dünkirchen, das Hauptziel der Kampagne, außerhalb seiner Reichweite und blieb in spanischer Hand. Die Kaperer aus Dünkirchen konnten nicht ausgeschaltet werden.